# 탑샵

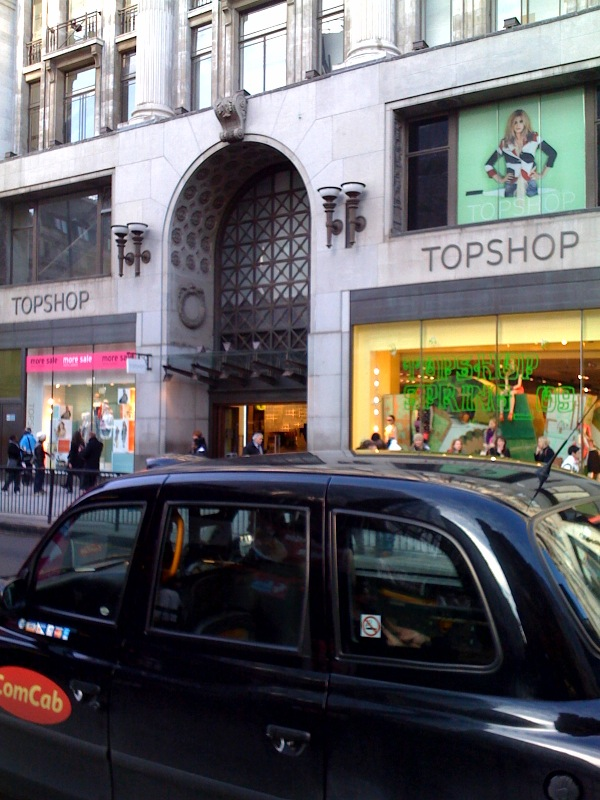

탑샵(Topshop), 또는 톱숍은 영국의 다국적 의류 소매 브랜드이다.